# Munidopsis truculenta
Munidopsis truculenta is een tienpotigensoort uit de familie van de Munidopsidae. De wetenschappelijke naam van de soort is voor het eerst geldig gepubliceerd in 2005 door Macpherson & Segonzac.